# Laura Donnelly
Laura Donnelly (ur. 20 sierpnia 1982 w Belfaście) – brytyjska aktorka, która wystąpiła m.in. w serialu Outlander i filmie Tolkien.

## Filmografia

### Filmy
| Rok  | Tytuł                | Rola            | Uwagi       |
| ---- | -------------------- | --------------- | ----------- |
| 2009 | Lęk                  | Abby            |             |
| 2009 | Kierownica po prawej | Ashley          |             |
| 2013 | Cześć, Carter        |                 |             |
| 2014 | Heart of Lightness   | Ellida          |             |
| 2015 | Strategia mistrza    | Emma O'Reilly   |             |
| 2019 | Tolkien              | Mabel Tolkien   |             |
| 2022 | Wilkołak nocą        | Elsa Bloodstone | krótkometr. |

### Seriale
| Rok     | Tytuł                          | Rola           | Uwagi          |
| ------- | ------------------------------ | -------------- | -------------- |
| 2005    | Sugar Rush                     | Beth           | 2 odc.         |
| 2005    | Na sygnale                     | Fleur Butler   | 7 odc.         |
| 2005    | Klątwa upadłych aniołów        | Maya Robertson | 4 odc.         |
| 2006    | The Bill                       | Jody Macmillan | 1 odc.         |
| 2007    | Rough Diamond                  | Aoife          | 1 odc.         |
| 2009    | Okupacja                       | Katy Hibbs     | 2 odc.         |
| 2009    | Przygody Merlina               | Freya          | 2 odc.         |
| 2012    | Missing: Zagniniony            | Violet Heath   | 10 odc.        |
| 2013    | Upadek                         | Sarah Kay      | 3 odc.         |
| 2014-17 | Outlander                      | Jenny Fraser   | 8 odc.         |
| 2016    | Beowulf: Powrót do Shieldlands | Elvina         | 12 odc.        |
| 2018-19 | Brytania                       | Hella          | 5 odc.         |
| od 2021 | Nierealne                      | Amalia True    | w gł. obsadzie |